# Tribu d'Asher
Pour les articles homonymes, voir Asher (homonymie).

La tribu d'Aser est une des douze tribus d'Israël, fondée par Asher.

## Symboles de la tribu d'Asher
Son symbole est un olivier, en référence à la bénédiction de Moïse au verset Dt 33,24 : « Il baigne son pied dans l'huile ». Certains évangélistes y voient un signe de la présence de pétrole dans le territoire d'Asher. La pierre précieuse associée à Asher sur le pectoral du grand prêtre est une agate (Shebuw en hébreu, généralement traduit par agate).

## Dans la Bible
D'après le livre de Josué, après la conquête de Canaan par les Israélites, Josué répartit la terre entre les tribus. Kenneth Anderson Kitchen date cet événement après 1200 avant notre ère. Cependant, le consensus universitaire est que la répartition par Josué est fictive . 
Dans le récit biblique, la Galilée occidentale et côtière revient à la tribu d'Asher. La température y est plus basse que dans les régions des autres tribus, et les précipitations sont fréquentes, ce qui en fait une des terres les plus fertiles de Canaan, avec des pâturages, des collines boisées et des vergers. Prospère, cette terre est réputée pour son huile d'olive. 
Après la fondation du royaume d’Israël, la tribu d'Asher est une confédération peu structurée, sans gouvernement central. En temps de crise, les dirigeants sont des juges bibliques. Face à la menace d'incursion des Philistins, les tribus forment une monarchie centralisée forte, dont Saül fut le premier roi. Après la mort de Saul, toutes les tribus à part celle de Judas, restent loyales à la maison de Saul, et suivent son fils Ish-boshet. Après la mort d'Ish-boshet, la tribu d'Asher rejoint les tribus israélites du nord pour faire de David, alors roi de la tribu de Juda, le roi d’Israël réunifié. 
A l'avènement de Roboam, petit fils de David, en 930 avant notre ère, les tribus du Nord se séparèrent de la maison de David, pour réformer le royaume et fonder un royaume du Nord. Asher était membre du royaume jusqu'à sa conquête en 723 avant notre ère par l'Assyrie. La ville de Samarie tombe en 722 av. J.-C. et une partie des habitants du royaume est déportée vers d'autres régions de l'empire assyrien. Depuis, la tribu d'Asher est considérée comme une des dix tribus perdues d’Israël.
Dans le Nouveau Testament, la prophétesse Anne et son père Phanuel (en) sont décrits comme membres de la tribu d'Asher.

## Effectifs de la tribu d'Asher
Deux ans après la sortie d'Égypte, Moïse effectue un premier recensement et les descendants d'Aser sont au nombre de 41 500. Les descendants d'Aser forment une armée de 41 500 hommes.
Après la révolte de Coré, Dathan et Abiron, Moïse effectue un second recensement et les descendants d'Aser sont au nombre de 53 400.
L'archéologue Donald Bruce Redford estime que les nombres donnés dans la Bible ne sont pas crédibles dans la mesure où ils sont trop grands.

## Territoire de la tribu d'Asher

Carte des douze tribus d’Israël. La tribu d'Asher, au Nord, est indiquée en vert.

Il est difficile de déterminer, d'après la Torah, les limites du territoire de la tribu. Il est même incertain que la tribu d'Asher ait disposé d'un territoire continu. Les sites attribués à Asher semblent des colonies dispersées plutôt qu'une région tribale et définie. Bien qu'elle semble avoir eu de bons contacts avec les marchés de Phénicie, la tribu d'Asher semble, tout au long de son histoire, avoir été déconnectée des autres tribus d'Israël. En outre, elle semble avoir peu participé à l'antagonisme décrit dans la Torah entre les Cananéens et les autres tribus, par exemple dans la guerre impliquant Barac et Siséra. D'après des spécialistes, la tribu d'Asher se composait de certains clans affiliés à des parties de la confédération tribale israélite, mais qui n'ont jamais été incorporés dans le corps politique.

## Villes et frontière
Les descendants d'Asher ne chassent pas les habitants des villes suivantes : Akko, Sidon, Ahlab, Achziv, Helbah (?), Apheq, Rehob et quatre de leurs villes deviennent des villes lévitiques attribuées aux Guershonites : Mashal, Abdôn (en), Helqath (en), Rehob,.
La frontière du territoire de la tribu d'Asher est donnée dans le Livre de Josué : 
- On trouve Helqath (en), Hali, Bétèn, Akshaph (en), Allamèlek, Amad et Mashal,
- la frontière touche le Mont Carmel à l'ouest et la rivière Kishon ou Labanath,
- elle touche Beth-Dagon à l'est,
- elle touche le nord du territoire de la tribu de Zebulon et la vallée de Jephtahel,
- elle se dirige vers Beth-Émec et Néhiel,
- elle s'avance vers Kaboul (en), Ébrôn (en), Rehob et Hammôn jusqu'à la ville de Sidon,
- elle se dirige vers Rameh et va jusqu'à la ville de Tyr,
- puis elle va vers Hosa, Ahlab, Achziv, Akko, Apheq et Rehob.

## Preuves archéologiques
Dans des documents égyptiens rédigés par ou pour Séthi Ier et Ramsès II est mentionné un groupe nommé Aseru qui aurait vécu dans la même région que la tribu d'Asher. L'identification avec la tribu d'Asher est plausible selon les écritures juives qui datent l'Exode de 1312 avant J.-C. De multiples estimations d'historiens non religieux vont d'environ 1400 à 1200 avant J.-C.

## Disparition de la tribu d'Asher
À partir du Xe siècle av. J.-C., la tribu d'Asher est incorporée dans le royaume du Nord, un des deux royaumes israélites après le schisme politique et religieux provoqué par le roi Jéroboam Ier.
Le Royaume d'Israël est détruit par l'Assyrie qui s'empare de la ville de Samarie en -722 et déporte une partie de la population du royaume. La tribu d'Asher est alors considérée comme une des dix tribus perdues. 

## Membres de la tribu d'Asher
- Paguiël, le fils d'Okrân, est un chef de la tribu d'Asher lors de l'Exode hors d'Égypte[23],[24],[25],[26].
- Sethour, le fils de Mikaël, est envoyé en éclaireur au pays de Canaan avant sa conquête et appartient à la tribu d'Asher[27].
- Ahihoud, le fils de Shelomi, est un chef de la tribu d'Asher lors du partage du pays de Canaan[28].
- Anne, la fille de Phanuel (en), est une prophétesse appartenant à la tribu d'Asher[9] qui assiste à la présentation de Jésus au Temple[29].
- Phanuel (en), le père d'Anne la prophétesse, appartient à la tribu d'Asher.